# 大野村 (島根県)
大野村（おおのむら）は、島根県八束郡にあった村。現在の松江市上大野町、大野町、魚瀬町にあたる。

## 地理
- 海洋：日本海[1]
- 湖沼：宍道湖[1]
- 半島：島根半島[1]

## 歴史
- 1889年（明治22年）4月1日、町村制の施行により、秋鹿郡大野村上分、大野村下分、魚瀬浦が合併して村制施行し、大野村が発足[1][2]。大字は、大野上分、大野下分、魚瀬の3大字を編成[1]。
- 1896年（明治29年）4月1日、郡の統合により八束郡に所属[2]。
- 1960年（昭和35年）8月1日、松江市に編入され廃止[1][2]。

### 地名の由来
『出雲国風土記』の記載による。和加布都努志命（わかふつぬしのみこと）が狩をしたとき、猪を見失い、命は猪の跡がうせてしまったと仰せになり、その失せぬの言葉から内野（うちぬ）といったが、その後、誤って大野（おおの）となった。

## 産業
- 農業、畜牛、ワカメ養殖[1]

## 交通

### 鉄道
- 1928年（昭和3年）平田から松江まで一畑電車北松江線が開通し津ノ森駅を開設[1]。

### 県道
- 島根県道266号大野魚瀬恵曇線[1]